# Associação Desportiva Portomosense
Maillots
Le Associação Desportiva Portomosense est un club de football portugais basé à Porto de Mós. Pour la saison 2012-2013, le club évolue en cinquième division, en division d'honneur de l'AF Leiria. 

## Histoire
Fondé en 1974, le Associação Desportiva Portomosense fait ses débuts dans les championnats régionaux. Longtemps menée dans les profondeurs du district, pendant la saison 1991-92 le club obtient pour la première fois de son histoire l'accession en quatrième division nationale. Le club parvient à s'y maintenir sa première saison, mais pas la deuxième ou elle finit quinzième au classement.
Le club refait son apparition pendant la saison 1995-96, ou elle finit à une belle troisième place mais parvient de très peu à monter. La saison suivante le club réédite l'exploit en finissant troisième mais une nouvelle fois, elle frôle la montée. Le club se stabilise un long moment en quatrième division, malgré une petite frayeur en finissant à la treizième place pendant la saison 1997-98.
Le AD Portomosense confirme tout de même ces bonnes saisons par la suite, en ayant même obtenu la montée pendant la saison 2002-03, en finissant deuxième au classement. Le Portomosense fait sa première apparition en troisième division pendant la saison 2003-04, mais ne parvient pas à se maintenir en finissant dix-neuvième au classement. Le club ne perd pas de temps, et remonte directement de quatrième division en finissant premier de sa série. 
Depuis pendant cette saison 2005-06, le club connait ses plus belles années et finit onzième en assurant le maintien. La saison suivante le club ne se maintient pas et se voit relégué en quatrième division de nouveau. La saison 2007-08, est un grand échec car le AD Portomosense s'y voit relégué dans le district en finissant onzième de sa série.
Néanmoins la saison suivante le club finit premier du district se voyant ainsi promu. La saison 2009-10, le club ne parvient pas à se maintenir en finissant dixième ainsi le club finit reléguée. Depuis le club est au bord de la montée, mais ne parvient pas à y arriver avec une troisième place pendant la saison 2010-11 puis une deuxième place pendant la saison 2011-12.

## Joueurs emblématiques
| - Maquemba - Patrick M'Bele - Paulo Pina - Victor Konwlo | - Miranda - Nélson - Quim Quim - Víctor Hugo |

## Palmarès
| Compétitions nationales | Compétitions régionales |
| --- | --- |
| - Championnat du Portugal D3 (0) - Meilleure performance : 11e (2005-06) - Championnat du Portugal D4 (1) - Champion : 2004-05 (Série D) - Coupe du Portugal (0) - Meilleure performance : 1/16 final (1997-98, 1998-99, 2005-06) | - Championnat de 1re division de l'AF Leiria (1) - Champion : 2008-09 - Coupe de l'AF Leiria (2) - Champion : 1994-95, 2010-11 - Supercoupe de l'AF Leiria (1) - Champion : 2011-12 |